# جيف كارلسون (ممثل)
جيف كارلسون (بالإنجليزية: Jeff Carlson)‏ هو لاعب هوكي الجليد وممثل أمريكي، ولد في 20 يوليو 1953 في فيرجينيا في الولايات المتحدة.

## وصلات خارجية
- جيف كارلسون على موقع EliteProspects.com (الإنجليزية)
- جيف كارلسون على موقع HockeyDB.com (الإنجليزية)
- جيف كارلسون على موقع Hockey-Reference.com (الإنجليزية)
- جيف كارلسون على موقع IMDb (الإنجليزية)
- جيف كارلسون على موقع أول موفي (الإنجليزية)
- جيف كارلسون على موقع قاعدة بيانات الأفلام السويدية (السويدية)
- جيف كارلسون على موقع قاعدة بيانات الفيلم (الإنجليزية)
- جيف كارلسون على موقع كينوبويسك (الروسية)